# Calendario Mundial
El Calendario Mundial es una propuesta de reforma al actual calendario gregoriano, creada por Elisabeth Achelis de Brooklyn (Estados Unidos) en 1930.

## Características
Está compuesto por 12 meses y es un calendario eterno con trimestres iguales. Es eterno, o perpetuo, ya que todos los años son iguales.
Cada trimestre empieza un domingo y termina un sábado. Los trimestres son iguales: cada uno tiene exactamente 91 días, 13 semanas o 3 meses. Los tres meses tienen 30 y 31 días, respectivamente. Cada trimestre comienza con los meses de 31 días de enero, abril, julio u octubre.
El calendario Mundial además agrega dos días adicionales, para mantener el mismo día de año nuevo del calendario gregoriano.

### Día del mundo
El último día del año seguido al 30 de diciembre. Este día adicional es conocido como "W", que vendría a ser el equivalente al 31 de diciembre y se lo llama Worldsday (Día del mundo), un feriado mundial de fin de año. Es seguido por un domingo 1 de enero del nuevo año.

### Día del año bisiesto
Este día es similarmente agregado al segundo trimestre en años bisiestos. Es conocido también como "W", un equivalente al 31 de junio y llamado Leapyear Day (Día del año bisiesto). Es seguido por un domingo 1 de julio del mismo año.
El Calendario Mundial entiende a los Worldsday y Leapyear Day como periodos de 24 horas antes de comenzar con el calendario nuevamente. Estos días que están fuera del calendario, también conocidos como "días intercalares" no tienen asignación de día de la semana. Son entendidos como un feriado mundial.
Debido a que cualquier secuencia de tres meses se repite con el mismo arreglo de días, el Calendario Mundial puede ser expresado de manera compacta:
|                                                                                               | Enero Abril Julio Octubre                                                                     | Enero Abril Julio Octubre                                                                     | Enero Abril Julio Octubre                                                                     | Enero Abril Julio Octubre                                                                     | Enero Abril Julio Octubre                                                                     | Febrero Mayo Agosto Noviembre                                                                 | Febrero Mayo Agosto Noviembre                                                                 | Febrero Mayo Agosto Noviembre                                                                 | Febrero Mayo Agosto Noviembre                                                                 | Marzo Junio Septiembre Diciembre                                                              | Marzo Junio Septiembre Diciembre                                                              | Marzo Junio Septiembre Diciembre                                                              | Marzo Junio Septiembre Diciembre                                                              |                                                                                               |   |
| D                                                                                             | 1                                                                                             | 8                                                                                             | 15                                                                                            | 22                                                                                            | 29                                                                                            | 5                                                                                             | 12                                                                                            | 19                                                                                            | 26                                                                                            | 3                                                                                             | 10                                                                                            | 17                                                                                            | 24                                                                                            |                                                                                               |   |
| L                                                                                             | 2                                                                                             | 9                                                                                             | 16                                                                                            | 23                                                                                            | 30                                                                                            | 6                                                                                             | 13                                                                                            | 20                                                                                            | 27                                                                                            | 4                                                                                             | 11                                                                                            | 18                                                                                            | 25                                                                                            |                                                                                               |   |
| M                                                                                             | 3                                                                                             | 10                                                                                            | 17                                                                                            | 24                                                                                            | 31                                                                                            | 7                                                                                             | 14                                                                                            | 21                                                                                            | 28                                                                                            | 5                                                                                             | 12                                                                                            | 19                                                                                            | 26                                                                                            |                                                                                               |   |
| M                                                                                             | 4                                                                                             | 11                                                                                            | 18                                                                                            | 25                                                                                            | 1                                                                                             | 8                                                                                             | 15                                                                                            | 22                                                                                            | 29                                                                                            | 6                                                                                             | 13                                                                                            | 20                                                                                            | 27                                                                                            |                                                                                               |   |
| J                                                                                             | 5                                                                                             | 12                                                                                            | 19                                                                                            | 26                                                                                            | 2                                                                                             | 9                                                                                             | 16                                                                                            | 23                                                                                            | 30                                                                                            | 7                                                                                             | 14                                                                                            | 21                                                                                            | 28                                                                                            |                                                                                               |   |
| V                                                                                             | 6                                                                                             | 13                                                                                            | 20                                                                                            | 27                                                                                            | 3                                                                                             | 10                                                                                            | 17                                                                                            | 24                                                                                            | 1                                                                                             | 8                                                                                             | 15                                                                                            | 22                                                                                            | 29                                                                                            |                                                                                               |   |
| S                                                                                             | 7                                                                                             | 14                                                                                            | 21                                                                                            | 28                                                                                            | 4                                                                                             | 11                                                                                            | 18                                                                                            | 25                                                                                            | 2                                                                                             | 9                                                                                             | 16                                                                                            | 23                                                                                            | 30                                                                                            |                                                                                               |   |
| El Worldsday sigue a diciembre El Leapyear Day sigue a junio, pero solo en los años bisiestos | El Worldsday sigue a diciembre El Leapyear Day sigue a junio, pero solo en los años bisiestos | El Worldsday sigue a diciembre El Leapyear Day sigue a junio, pero solo en los años bisiestos | El Worldsday sigue a diciembre El Leapyear Day sigue a junio, pero solo en los años bisiestos | El Worldsday sigue a diciembre El Leapyear Day sigue a junio, pero solo en los años bisiestos | El Worldsday sigue a diciembre El Leapyear Day sigue a junio, pero solo en los años bisiestos | El Worldsday sigue a diciembre El Leapyear Day sigue a junio, pero solo en los años bisiestos | El Worldsday sigue a diciembre El Leapyear Day sigue a junio, pero solo en los años bisiestos | El Worldsday sigue a diciembre El Leapyear Day sigue a junio, pero solo en los años bisiestos | El Worldsday sigue a diciembre El Leapyear Day sigue a junio, pero solo en los años bisiestos | El Worldsday sigue a diciembre El Leapyear Day sigue a junio, pero solo en los años bisiestos | El Worldsday sigue a diciembre El Leapyear Day sigue a junio, pero solo en los años bisiestos | El Worldsday sigue a diciembre El Leapyear Day sigue a junio, pero solo en los años bisiestos | El Worldsday sigue a diciembre El Leapyear Day sigue a junio, pero solo en los años bisiestos | El Worldsday sigue a diciembre El Leapyear Day sigue a junio, pero solo en los años bisiestos | W |

## Antecedentes e historia

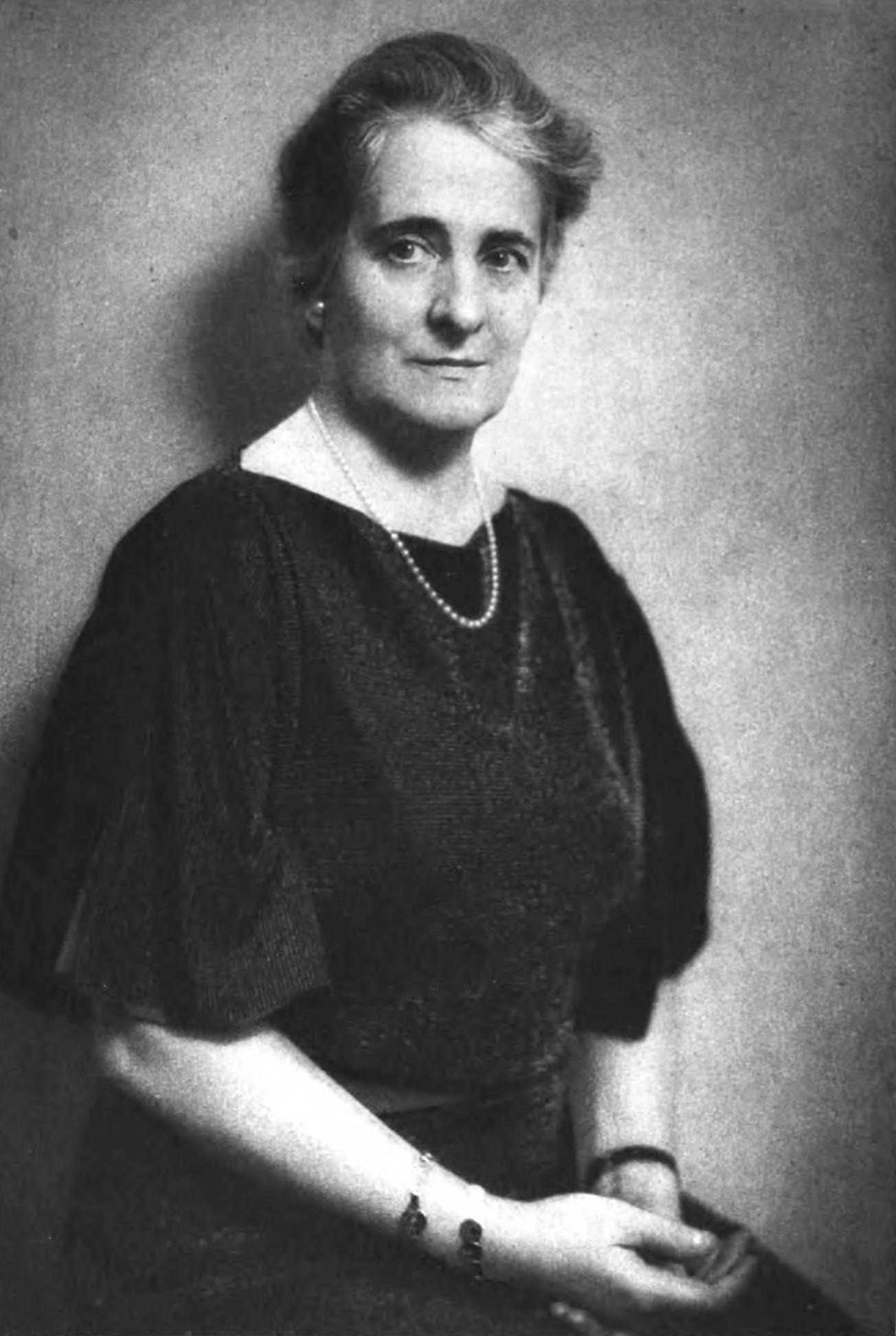
Fundadora de The World Calendar Association (TWCA)

El Calendario Mundial tiene sus raíces en el calendario propuesto por el abad Marco Mastrofini, una propuesta para reformar el calendario gregoriano de modo que siempre comenzara el domingo 1 de enero y contuviera trimestres iguales de 91 días cada uno. El 365º día del ciclo solar sería un fin de año, "intercalado" y opcionalmente de vacaciones. En los años bisiestos, un segundo "día intercalado" sigue al sábado 30 de junio.
Elisabeth Achelis fundó The World Calendar Association (TWCA) en 1930 con el objetivo de adoptar el Calendario Mundial en todo el mundo. Funcionó durante la mayor parte de los siguientes veinticinco años como The World Calendar Association, Inc. A lo largo de la década de 1930, el apoyo al concepto creció en la Sociedad de las Naciones, precursora de las Naciones Unidas. Achelis inició el Journal of Calendar Reform en 1931, publicándolo durante veinticinco años, y escribió cinco libros sobre el concepto de calendario.
Después de la Segunda Guerra Mundial, Achelis solicitó apoyo mundial para el Calendario Mundial. A medida que el movimiento ganó atractivo internacional con la legislación introducida en el Congreso de los Estados Unidos, a la espera de decisiones internacionales, Achelis aceptó el consejo de que las Naciones Unidas eran el órgano adecuado para actuar en la reforma del calendario. En las Naciones Unidas en 1955, los Estados Unidos retrasaron significativamente la adopción universal al retener el apoyo "a menos que tal reforma fuera favorecida por una mayoría sustancial de los ciudadanos de los Estados Unidos actuando a través de sus representantes en el Congreso de los Estados Unidos". También, Achelis escribió en 1955 (JCR Vol. 25, página 169), "Mientras que los Afiliados y Comités se han acercado a lo largo de los años y todavía pueden acercarse a todas las ramas de sus gobiernos, a la Asociación Incorporada (Internacional) se le impidió buscar legislación en los Estados Unidos para evitar que perdiera su estatus de exento de impuestos. Debido a esto se me ha impedido hacer en mi propio país lo que he estado instando a todos los demás Afiliados a hacer en el suyo".
En 1956, disolvió The World Calendar Association, Incorporated. Continuó como la Asociación Internacional del Calendario Mundial durante el resto del siglo con varios directores, entre ellos Molly E. Kalkstein, que está relacionada con Achelis, y que proporcionó el primer sitio web oficial de la Asociación durante su mandato 2000-2004. La Asociación se reorganizó en 2005 como The World Calendar Association, International. Actualmente está trabajando en la reanudación de los esfuerzos para la adopción del Calendario Mundial en 2017 o 2023. El actual director de la Asociación del Calendario Mundial es Wayne Edward Richardson de Ellinwood, Kansas.

## Recepción

### Beneficios
Al igual que con otras propuestas de reforma del calendario, los partidarios señalan varios beneficios del Calendario Mundial sobre el actual calendario gregoriano.
Los proponentes se refieren a su estructura simple. A cada día se le asigna una fecha exacta y repetitiva en relación con la semana y el mes. Las estadísticas trimestrales son más fáciles de comparar, ya que los cuatro trimestres tienen la misma duración cada año. El ahorro económico se produce por la menor necesidad de imprimir calendarios, ya que sólo cambia el número de año. Los horarios de trabajo y de escuela no necesitan reinventarse innecesariamente, a un gran costo, año tras año. El Calendario Mundial puede ser memorizado por cualquiera y utilizado de forma similar a un reloj.
Debido a que el Calendario Mundial es perpetuo, no hay necesidad de producir copias del mismo cada año. Las fechas en el Calendario Mundial ocurren con no más de dos días de diferencia con respecto a las fechas del calendario gregoriano.